# 德國國防軍陸軍第538邊防師
德國國防軍陸軍第538邊防師（德語：538. Grenzschütz-Division），又名第538特種師（德語：Division z. b. V. 538），是納粹德國國防軍陸軍的一個步兵師。該師於1939年12月組建。
該師組建後，駐紮德-意邊境。1941年，該師參與入侵南斯拉夫行動。
該師最後於1941年4月南斯拉夫戰役勝利後解散。

## 註腳
1. ↑  Mitcham（2007年）